# Сеницька Лідія Еразмівна
Лі́дія Ера́змівна Сени́цька (до шлюбу Волинцева; рос. Лидия Эразмовна Сеницкая; *1890?—†1973, Нью-Йорк) — російська письменниця, поетеса, критикиня, перекладачка. Підписувала свої твори як «Лидия Сеницкая», а від 1964 року — «Волынцева».
Навчалася в житомирській Маріїнській гімназії, де й почала віршувати (але друкувалася лише з 1920-х років). Після радянсько-польської війни мешкала в Рівному, де брала участь у діяльності російського літературного гуртка, створеного Олександром Кондратьєвим. Друкувалася в різних російських емігрантських виданнях — від Варшави аж до Харбіна. Після розподілу Польщі між більшовиками та нацистами переїхала до Варшави. Від 1964 року мешкала у США.